# Draba diazii
Draba diazii là một loài thực vật có hoa trong họ Cải. Loài này được Rivas Mart., M.E.García & Penas mô tả khoa học đầu tiên năm 1991.